# Neumonía hemorrágica vírica
La neumonía hemorrágica vírica o enfermedad hemorrágica del conejo, es una enfermedad sumamente contagiosa tanto directamente mediante vía orofecal, o en forma indirecta mediante utensilios o a través de ropa expuesta.

## Forma de trasmisión e incubación

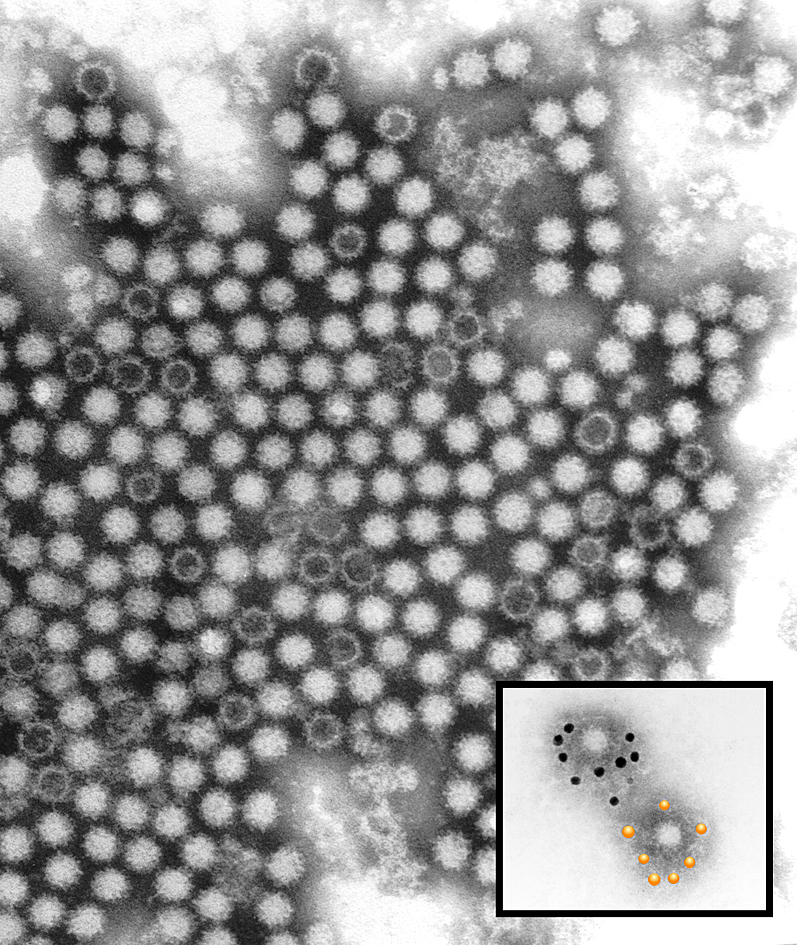
Rabbit Calicivirus CSIRO

La enfermedad se transmite por contacto directo, y también a través del contacto con los comederos de los conejos y por la ropa expuesta a los animales enfermos. La mayor parte de los conejos adultos enferman tras un periodo de incubación, de 1 a 2 días. Los animales mueren en forma aguda, frecuentemente sin que se perciba ningún síntoma.
Los síntomas que pueden mostrar son fiebre, anorexia, depresión, y dificultad para respirar, abdomen distendido, diarrea y cianosis. En la fase final sangran por la nariz, y pueden presentar convulsiones, entrando en coma y muriendo por deficiencia de coagulación que produce hemorragias internas en diversos órganos.

## Tratamiento
No existe un tratamiento eficaz, ya que al manifestarse los síntomas los animales ya tienen afectados en forma grave los principales órganos y no queda tiempo para que la medicación actúe.